# Răchita (okręg Alba)
Răchita – wieś w Rumunii, w okręgu Alba, w gminie Săsciori. W 2011 roku liczyła 959 mieszkańców.